# Canton de Saint-Brieuc-Nord
Le canton de Saint-Brieuc-Nord est une ancienne division administrative française, située dans le département des Côtes-d'Armor et la région Bretagne.
Il était composé des quartiers de Saint-Michel, Cesson, Ville Bastard, Ginglin, Plateau, Balzac et Europe, et de la commune de Plérin (jusqu'en 1982).

## Démographie
| 1982 | 1990   | 1999   | 2006   | 2011   | 2012   |
| ---- | ------ | ------ | ------ | ------ | ------ |
| -    | 14 768 | 14 764 | 14 399 | 13 963 | 14 037 |

## Représentation

### Conseillers généraux de 1833 à 2015
| Période               | Identité                               | Parti        | Qualité |
| --------------------- | -------------------------------------- | ------------ | --- |
| 1833-1836 (décès)     | Joachim Guynot de Boismenu (1780-1836) |              | Officier de marine Conseiller d'arrondissement Maire de Plérin                                             |
| 1836-1848             | François Le Pomellec                   |              | Maire de Saint-Brieuc (1835-1848)                                                                          |
| 1848-1852             | Louis Allenou                          |              | Négociant, maire de Pordic (1837-1853)                                                                     |
| 1852-1883 (décès)     | Joachim Gaultier du Mottay             | Monarchiste  | Archéologue - Maire de Plérin (1874-1883)                                                                  |
| 1883-1886             | François Ruellan                       | Droite       | Armateur, maire de Saint-Quay-Portrieux, conseiller d'arrondissement                                       |
| 1886-1898             | Charles Baratoux                       | Républicain  | Entrepreneur - Maire de Saint-Brieuc (1890-1898)                                                           |
| 1898-1906 (décès)     | Benjamin Rouxel                        | Conservateur | Armateur - Maire de Plérin (1884-1906)                                                                     |
| 1906-1922             | Henri Servain                          | URD          | Propriétaire terrien et rentier Maire de Saint-Brieuc (1904-1919), député (1919-1921) Sénateur (1921-1931) |
| 1922-1928             | Victor Le Guen                         | URD          | Architecte Conseiller municipal de Saint-Brieuc Député (1921-1932)                                         |
| 1928-1940             | Pierre Michel                          | Rad.soc.     | Propriétaire-agriculteur Maire de Trémuson Député (1932-1939) Sénateur (1939-1945)                         |
|                       |                                        |              | |
| 1945-1949             | Paul Augustin Héger                    | MRP          | Employé SNCF, adjoint au Maire de Saint-Brieuc                                                             |
| 1949-1955             | Georges Gallais                        | RPF puis RS  | Pharmacien Adjoint au maire de Saint-Brieuc                                                                |
| 1955-1967             | Victor Rault                           | MRP puis CD  | Directeur de société Maire de Saint-Brieuc (1953-1959) Député (1958-1962)                                  |
| 1967-1982             | Édouard Quemper                        | PCF          | Permanent politique Elu en 1982 dans le Canton de Plérin                                                   |
| 1982-1989 (démission) | Claude Saunier                         | PS           | Professeur Sénateur de 1989 à 2008 Maire de Saint-Brieuc de 1983 à 2001                                    |
| 1989-2001             | Christian Daniel                       | RPR          | Chirurgien oto-rhino-laryngologue Député de 1993 à 1997                                                    |
| 2001-2015             | Alain Cadec                            | RPR puis UMP | Député au Parlement européen (2009-2015) Elu en 2015 dans le Canton de Plérin                              |

### Conseillers d'arrondissement (de 1833 à 1940)
| Période | Période          | Identité                     | Étiquette           | Qualité                                                                                     |
| --- | ---------------- | ---------------------------- | ------------------- | ------------------------------------------------------------------------------------------- |
| Les données manquantes sont à compléter.                                                                    |                  |                              |                     |                                                                                             |
| 1833 | 1848             | M. Bothen                    |                     | Négociant à Saint-Brieuc                                                                    |
| Les données manquantes sont à compléter.                                                                    |                  |                              |                     |                                                                                             |
| avant 1856                                                                                                  |                  | Alexandre Ruellan            |                     | Propriétaire, maire de Binic                                                                |
| |                  |                              |                     |                                                                                             |
| | 1883 (démission) | François Ruellan             |                     | Armateur, maire de Saint-Quay-Portrieux                                                     |
| |                  |                              |                     |                                                                                             |
| 1901 | 1917 (décès)     | Francisque Guyon (1838-1917) | Républicain libéral | Imprimeur et libraire Président de la Société de Secours Mutuels des ouvriers, Saint-Brieuc |
| 1917 | 1919             | siège vacant                 |                     |                                                                                             |
| 1919 | 1931             | Frédéric Gaubert             | Libéral             | Cultivateur, maire de Plérin (1908-1925)                                                    |
| 1931 | 1934             | Yves Périgois                | PRS                 | Adjoint au maire de Plérin                                                                  |
| 1934 | 1937             | Louis Philippe               | Union nationale     | Cultivateur, adjoint au maire de Plérin                                                     |
| 1937 | 1940             | Yves Lemoine                 | Radical             | Représentant de commerce, maire de Plérin (1935-1941)                                       |
| Les conseils d'arrondissement ont été suspendus par la loi du 12 octobre 1940 et n'ont jamais été réactivés |                  |                              |                     |                                                                                             |